# Sergei Semjonowitsch Sobjanin

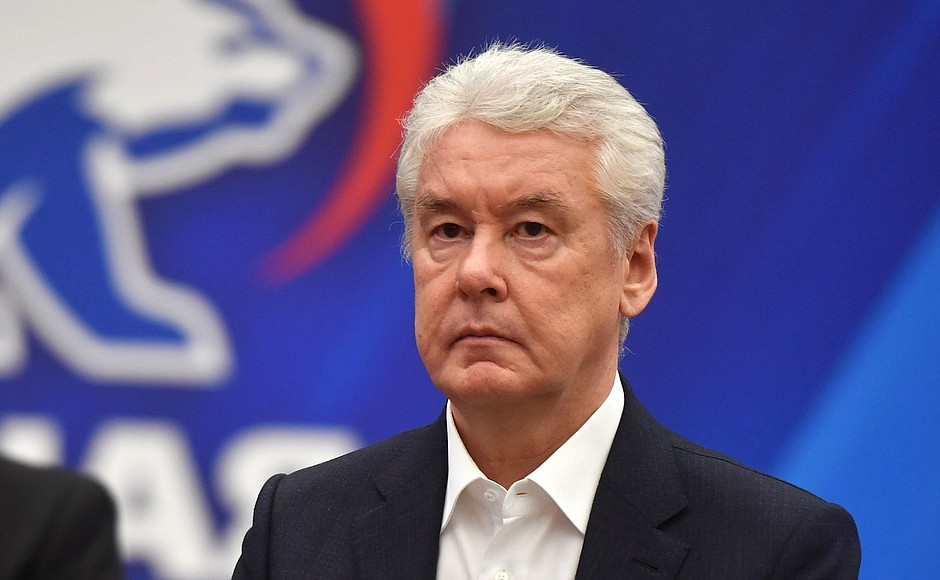
Sergei Sobjanin (2021)

Sergei Semjonowitsch Sobjanin (russisch Сергей Семёнович Собянин; * 21. Juni 1958 in Njaksimwol, Nationaler Kreis der Chanten und Mansen, Russische SFSR, Sowjetunion) ist ein russischer Politiker (Einiges Russland). Seit 2010 ist er Bürgermeister der Stadt Moskau. Zuvor war er unter anderem Gouverneur der Oblast Tjumen, Chef der Präsidialverwaltung unter Wladimir Putin und Vize-Ministerpräsident in der Regierung der Russischen Föderation.

## Herkunft
Zur Herkunft von Sergei Sobjanin ist mehrfach angegeben worden, dass seine Vorfahren den Komi, einem indigenen Volk Russlands, entstammen. Sobjanin selbst hat sich stets als Russe bezeichnet und diesen Angaben widersprochen.
Semjon Fjodorowitsch Sobjanin, der Vater von Sergei Sobjanin, ist in derselben Ortschaft geboren wie sein Sohn und war zeitweise Vorsitzender des Ortschaftsrates von Njaksimwol. Später wurde sein Vater Direktor einer Ölfabrik und übte diesen Beruf bis zum Ruhestand aus. Die Mutter von Sergei Sobjanin, Antonina Alexandrowna, arbeitete zusammen mit ihrem Mann. Erst war sie Buchhalterin beim Ortschaftsrat von Njaksimwol und später Betriebswirtin in der Ölfabrik, in der Sergei Sobjanins Vater als Direktor arbeitete.
Sergei Sobjanin hat zwei ältere Schwestern: Natalia und Ljudmila.

## Leben
Sergei Sobjanin arbeitete als Rohrschlosser und legte ein berufsbegleitendes Studium der Ingenieurwissenschaften am Technologie-Institut von Kostroma (Zentralrussland) ab. Von 1982 bis 1990 war Sobjanin in dieser Region unter anderem in der sowjetischen Jugendorganisation Komsomol sowie in der Steuerverwaltung und im Parteikomitee der KPdSU tätig.
1989 schloss er ein Fernstudium der Rechtswissenschaft mit dem akademischen Grad Kandidat der juristischen Wissenschaften ab, der einem westeuropäischen Doktorgrad entspricht. Das Thema seiner Dissertation war der rechtliche Status autonomer Kreise als Subjekte der Russischen Föderation.
1991 wurde er in der westsibirischen Stadt Kogalym im Autonomen Kreis der Chanten und Mansen zum Bürgermeister ernannt. Von 1993 bis 1994 war er stellvertretender Leiter der Verwaltung des Autonomen Kreises. Bei der Wahl der Duma des Autonomen Kreises der Chanten und Mansen 1994 und erneut bei der Wahl 1996 wurde er zum Abgeordneten der Duma des Autonomen Kreises der Chanten und Mansen gewählt, deren Vorsitzender er von April 1994 bis Juli 2000 war. Von Januar 1996 bis September 2000 war er in dieser Funktion auch Senator im Föderationsrat. Dort war er ab November 1998 Vorsitzender des Ausschusses für Verfassungsgesetzgebung sowie Justiz- und Rechtsfragen.
Vom 27. Januar 1997 bis zum 22. Januar 2001 war er Mitglied der Parlamentarischen Versammlung des Europarates.
Vom 11. Juli 2000 bis zum 15. Februar 2001 war Sobjanin der Stellvertreter des Bevollmächtigten Vertreters des Präsidenten im Föderationskreis Ural. Bei der Gouverneurswahl in der Oblast Tjumen 2001 wurde er mit 52,78 % der Stimmen zum Gouverneur der Oblast Tjumen gewählt. Am 26. Januar 2001 trat er das Amt an. Am 17. Februar 2005 wurde er auf Vorschlag des russischen Präsidenten von der Duma der Oblast Tjumen als Gouverneur bestätigt.
Vom 14. November 2005 bis zum 7. Mai 2008 war Sergei Sobjanin als Nachfolger von Dmitri Medwedew Leiter der russischen Präsidialverwaltung. 2006 wurde Sobjanin zum Wirklichen Staatsrat 1. Klasse der Russischen Föderation ernannt. Vom 12. Mai 2008 bis zum 21. Oktober 2010 war er nach dem Wechsel von Wladimir Putin ins Amt des Ministerpräsidenten einer der Vize-Ministerpräsidenten Russlands.

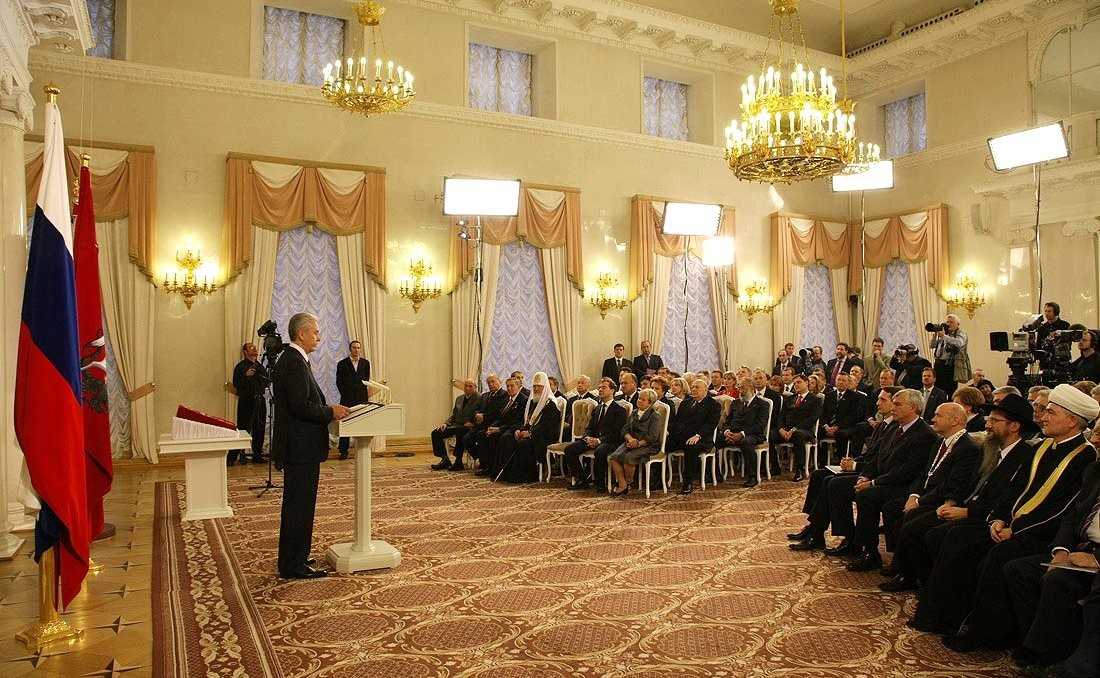
Amtseinführung von Sergei Sobjanin am 21. Oktober 2010

Am 15. Oktober 2010 schlug Präsident Dmitri Medwedew aus einer Viererliste Sobjanin als neuen Bürgermeister von Moskau vor, um den entlassenen Juri Luschkow zu ersetzen. Am 21. Oktober 2010 wurde Sobjanin von der Moskauer Stadtduma mit 32 zu 2 Stimmen zum neuen Bürgermeister gewählt.
Am 5. Juni 2013 trat Sobjanin als Bürgermeister zurück, blieb aber kommissarisch im Amt. Bei der Bürgermeisterwahl am 8. September 2013 wurde Sobjanin als Einzelbewerber mit 51,37 Prozent der Stimmen wiedergewählt und vermied knapp eine Stichwahl gegen den Anwalt und führenden oppositionellen Aktivisten Alexei Nawalny (27,24 Prozent). Nawalny warf Sobjanin daraufhin Wahlbetrug vor.
Im Mai 2017 präsentierte Sobjanin im Rahmen des neuen Städtebauprojekts das sogenannte Renovierungsgesetz, wonach die rund 4500 aus der Sowjetzeit stammenden Plattenhäuser in Moskau abgerissen und 1,6 Millionen Einwohner umgesiedelt werden sollen. Dagegen regte sich ein heftiger Widerstand. Etwa 20.000 Menschen gingen daraufhin auf die Straße und protestierten gegen die Pläne des Bürgermeisters, indem sie auch seinen Rücktritt forderten. Ungeachtet dessen stimmte das Russische Parlament im Juni 2017 dem gigantischen Bauvorhaben zu. Im September 2017 legte der Journalist Alexej Kowalew die wöchentlichen Richtlinien an Medien für Berichte über Sobjanin offen. Bei der Vorstellung des Jahresberichts über die Tätigkeit der Stadtverwaltung im Oktober 2017 sagte Sobjanin: „Wir würden am liebsten keine Migranten in unserer Stadt sehen.“ Der Bürgermeister sprach sich dafür aus, dass sämtliche Berufsarten ausschließlich von Moskauern selbst ausgeübt werden sollten.
Bei der Bürgermeisterwahl 2018 wurde Sobjanin, der wieder als Einzelbewerber antrat, bei niedriger Wahlbeteiligung (etwa 30 Prozent) in der ersten Wahlrunde mit rund 70 % der Stimmen wiedergewählt.
Im April 2022 wurde Sobjanin auf eine Sanktionsliste der Vereinigten Staaten gesetzt. Im Juli 2022 wurde Sobjanin auf eine Sanktionsliste der Europäischen Union gesetzt.
Bei der Bürgermeisterwahl 2023 war Sobjanin der Kandidat von Einiges Russland und wurde mit 76,39 % der Stimmen wiedergewählt.
Seit 2004 ist Sobjanin Mitglied des Obersten Rates und seit November 2010 des Präsidiums des Obersten Rates von Einiges Russland. Er war von 2005 bis 2010 ständiges Mitglied und ist seit November 2010 Mitglied des Sicherheitsrats der Russischen Föderation.

## Familie
Sergei Sobjanin war mit Irina Iossifowna Sobjanina (geborene Rubintschik) verheiratet. Sie ist studierte Ingenieurin, kommt gebürtig aus Tjumen und betreibt eine eigene Straßenbaufirma. Am 21. Februar 2014 wurde bekannt, dass das Ehepaar Sobjanin sich einvernehmlich scheiden lassen wird. Aus der Ehe sind zwei Töchter hervorgegangen: Anna (* 1986) und Olga (* 1997).
Sergei Sobjanin ist russisch-orthodoxer Religionszugehörigkeit.

## Auszeichnungen
- Medaille des Verdienstordens für das Vaterland II. Klasse (1999)[6]
- Verdienstorden für das Vaterland I. Klasse (2023)[6]
- Orden der Ehre (2003)[6]
- Ordre du Mérite agricole[5]
- Orden des Heiligen Fürsten Daniel von Moskau
  - II. Klasse (2014)[6]
  - I. Klasse (2017)[6]
  - III. Klasse (2018)[6]
- Ehrenbürger der Oblast Tjumen (2005)[6]
- P.-A.-Stolypin-Medaille I. Klasse (2010)[6]